# Karabacka
Karabacka [kara-] (finska: Karakallio) är en stadsdel i Esbo stad och hör administrativt till Stor-Alberga storområde. 
Namnet Karabacka uppträder bland annat år 1762 som Karabacka äng och finns också som naturnamnen Karabacka bergen, Karabackkärret och Karakärr. Namnets ursprung är oklart. Det finska namnet togs i bruk på 1950-talet då området började planläggas.
Karabacka är ett bergigt område med mestadels höghus och ett köpcentrum i 1960-talsstil. Helsingfors mormontempel invigdes år 2006 i Karabacka. 